# Gorka Pintado
Pour les articles homonymes, voir Pintado.
Gorka Pintado del Molino (né le 24 mars 1978 à Saint-Sébastien) est un footballeur espagnol ; au poste d'attaquant, il joue actuellement pour l'AEK Larnaca.

## Biographie
Pintado a marqué son premier but avec Swansea City lors d'une victoire 3-1 contre Nottingham Forest au Liberty Stadium. Pintado a marqué trois fois, contre Derby County, Southampton et Crystal Palace.